# 华尔街

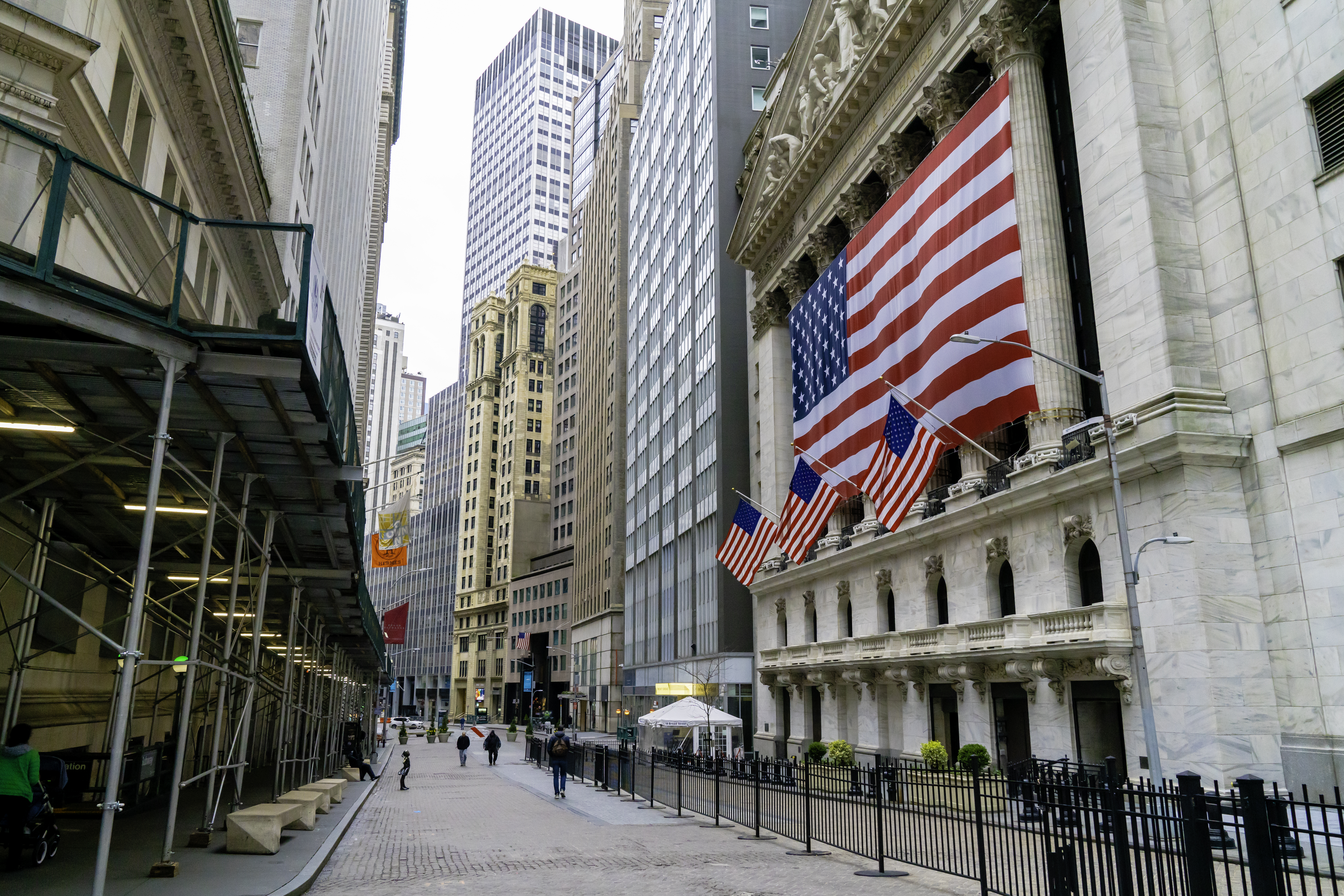
從華爾街望向紐約證券交易所和百老匯街。

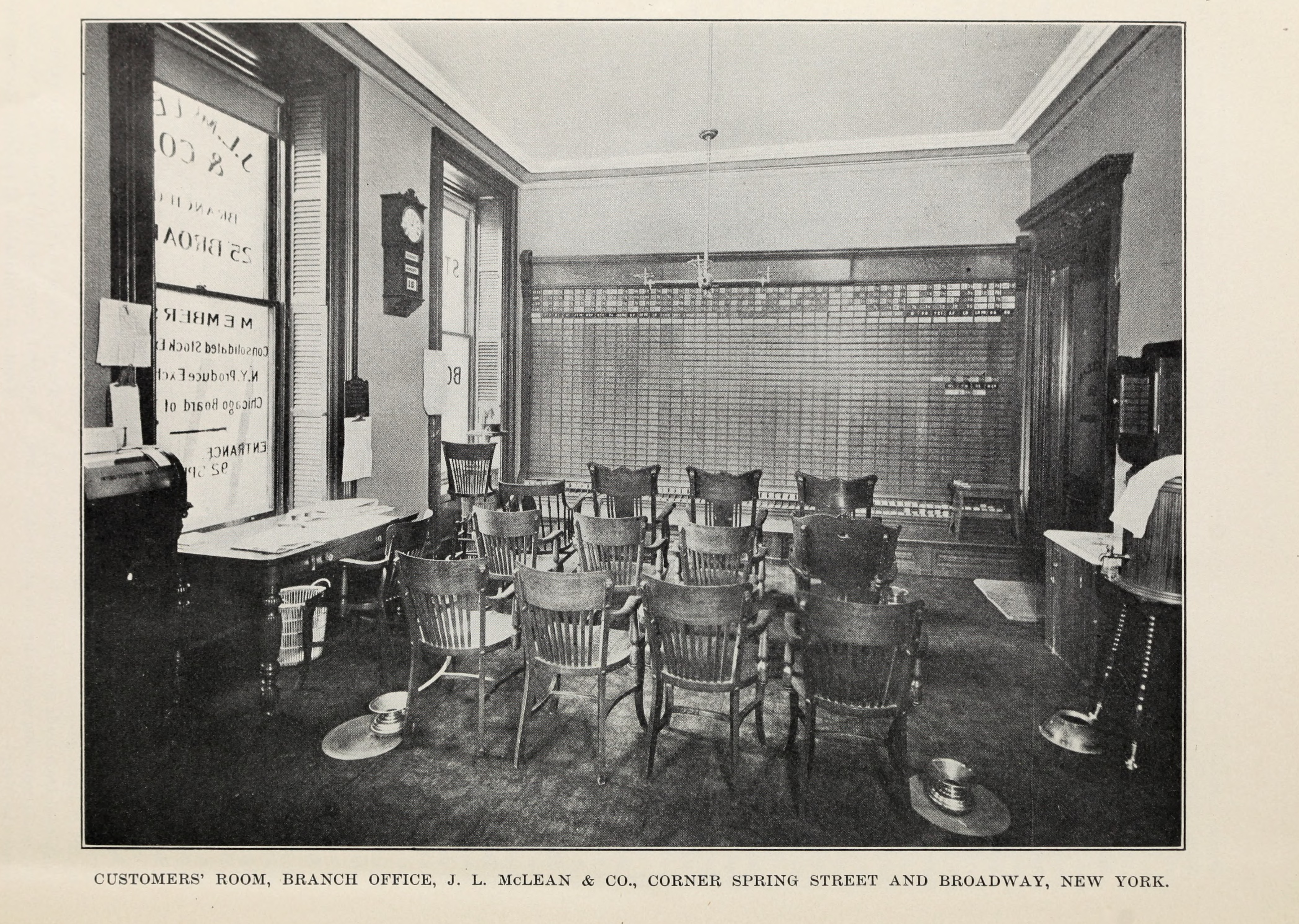
1902年華爾街看盤室

華爾街（英語：Wall Street）是一條位於美國紐約市下曼哈頓的狹窄街道，西起百老匯三一教堂，向東一路延伸至東河旁的南街，是橫跨紐約曼哈頓的金融中心。今日，「華爾街」一詞已超越這條街道本身，成為附近區域的代稱，同時也可以借指對整個美國經濟具有影響力的金融市場和金融機構。
華爾街是紐約證券交易所與纳斯達克的總部所在，美國證券交易所、紐約商品期貨交易所和紐約貿易局也曾将总部设在这里。纽约市依靠华尔街成为了世界最具经济活力之城和首屈一指的金融中心。不過，現時許多金融公司已經把總部遷離華爾街，取而代之的是曼哈頓的中城，以及紐約市其他外圍地帶諸如長島、威斯特徹斯特郡等地。

## 歷史

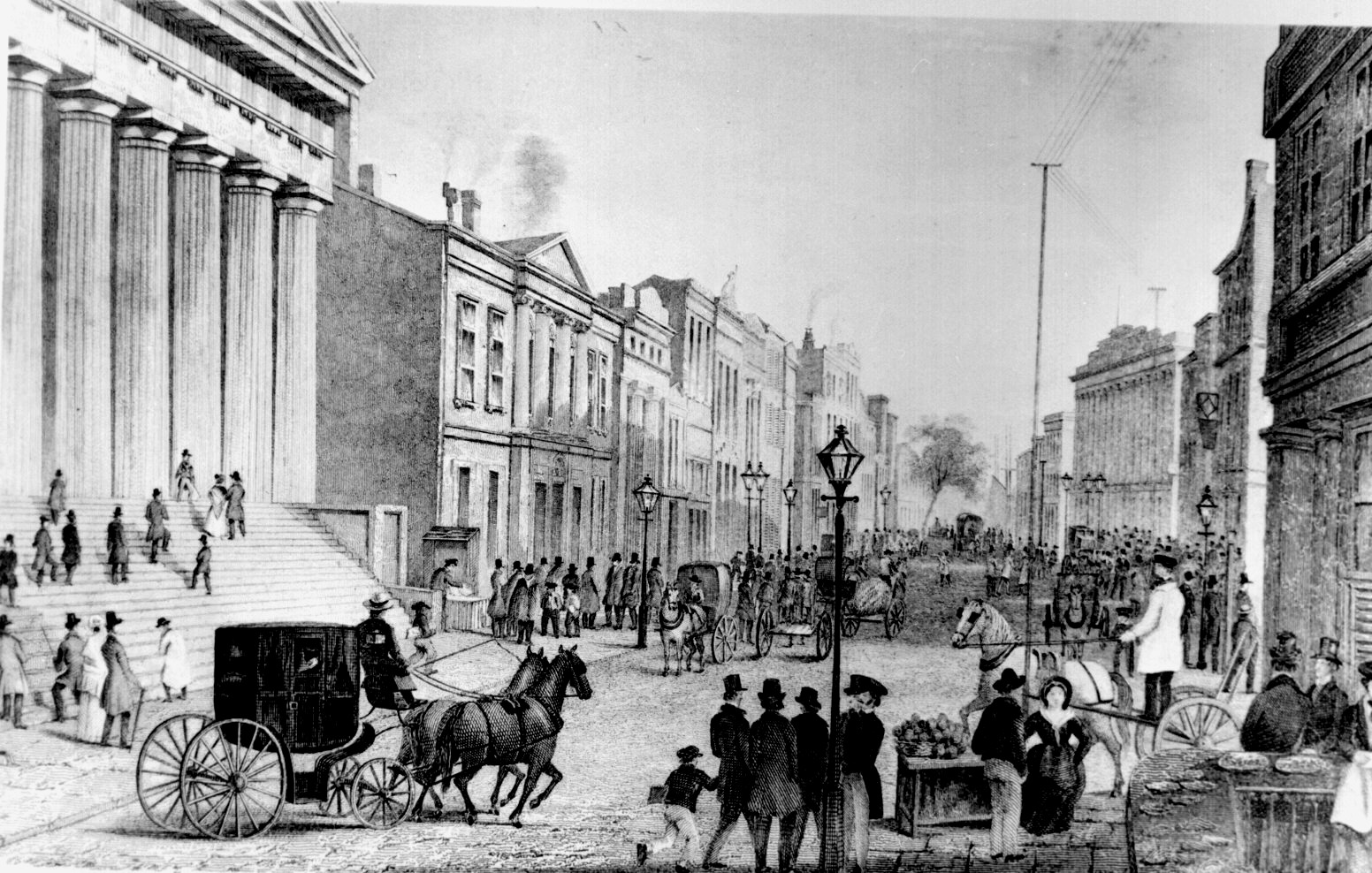
從百老匯街角所見的華爾街。

華爾街的名稱源自於17世紀來自北邊界的新阿姆斯特丹移民，1640年代，殖民地內的小塊土地由基本的尖木樁和圍籬分隔。而後，為了抵抗英國殖民者及附近的印地安人, 荷屬西印度公司的代表彼得·斯泰弗森特，領導來自荷蘭的移民團建造更堅固的柵欄。1653年，這片柵欄被加固成一座約12英尺（4）高的泥土木板牆。1685年勘測員沿著原始柵欄劃訂出一條道路，即今日的華爾街。1699年英國人將這面城牆拆除。
18世紀末，交易員和投機者在華爾街街腳的一棵梧桐樹下從事非正式的買賣。1792年，這些人將非正式的買賣轉化為正式的聯盟，訂立梧桐樹協議，這一組織就是紐約證券交易所的前身。
1889年，道瓊斯公司將原本專門報導股市的簡訊《致讀者下午信》擴大經營規模為出版報紙，並且依照華爾街命名為《華爾街日報》。這份在紐約市出版的報紙，著重在財經新聞的報導，其內容足以影響每日的國際經濟活動。在過去，《華爾街日報》曾多年為全美國發行量最大的報紙，今日，每日全球270萬份的發行量也僅次於《今日美國》，排名全美第二。

### 衰退與復興

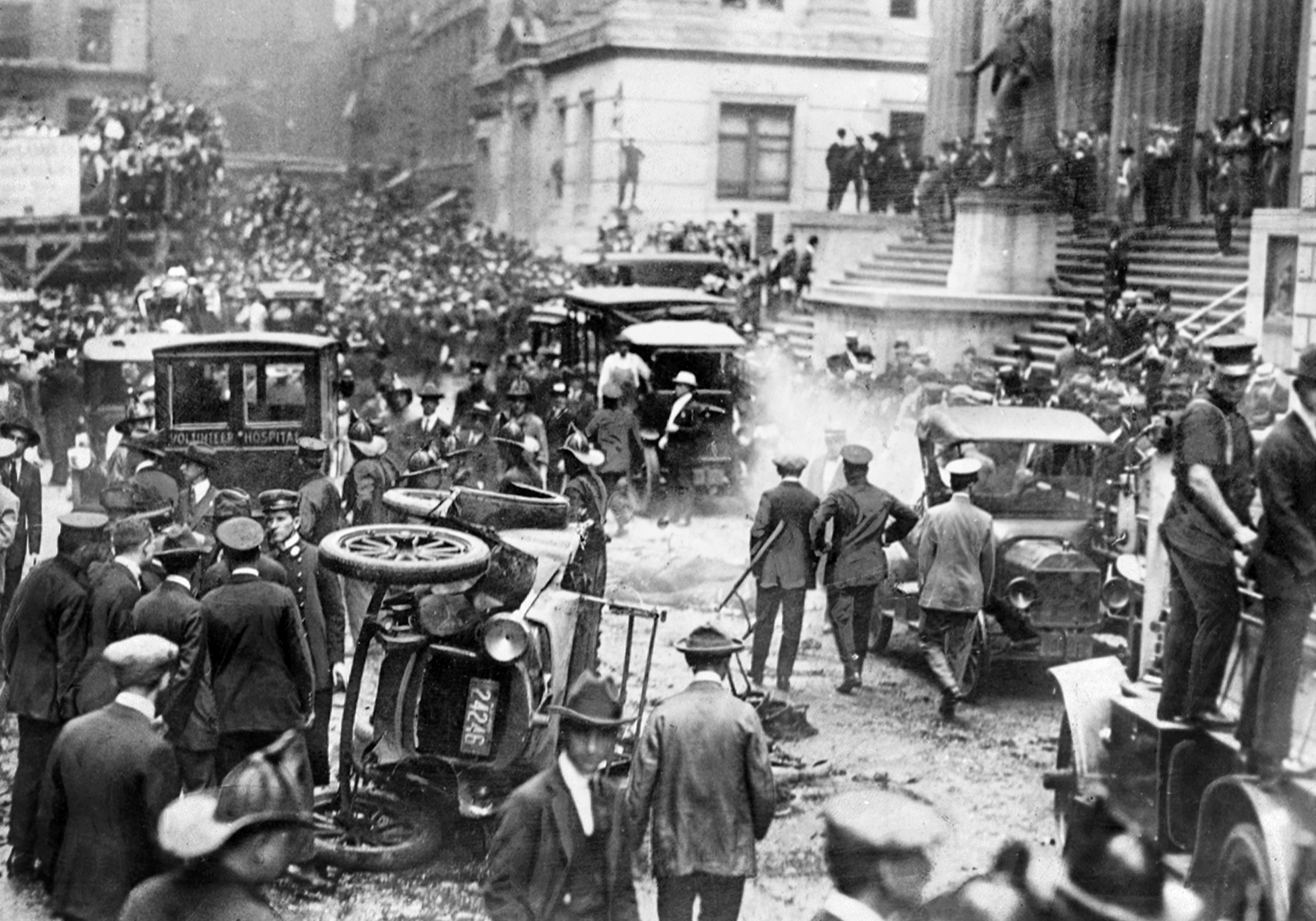
1920年9月16日，一枚炸彈在華爾街23號，摩根大通總部前爆炸，造成38人死亡，300餘人受傷。

曼哈頓金融區的規模在紐約僅次於中城，是全美國最大的商業區之一。在19世紀晚期和20世紀早期，紐約的企業文化是爭相建造摩天大樓，當時的對手只有芝加哥。即使在今日，金融區的天際線的確保有自己的特色，與位於北側數公里的中城有所分別，縱使大樓的高度略遜一籌。
位在華爾街23號的摩根大通總部於1914年建造，數十年來這個地址在美國金融中一直佔有一席之地，不過目前正改建成公寓。1920年9月16日中午，摩根大通銀行前一枚炸彈爆炸，造成38人死亡，400人受傷。炸彈引爆前不久，一封警告信被投遞進柏樹街和百老匯路口的信箱，上面寫著：「記住我們不會再忍受下去。釋放政治犯否則你們肯定統統都會死。美國無政府主義戰士。」（原文：Free the political prisoners or it will be sure death for all of you. American Anarchists Fighters.）經過20年的調查當局仍然無法找到嫌犯，1940年聯邦調查局將檔案閒置，儘管仍然有眾多理論試圖解釋華爾街爆炸案和猜測嫌犯的身份。

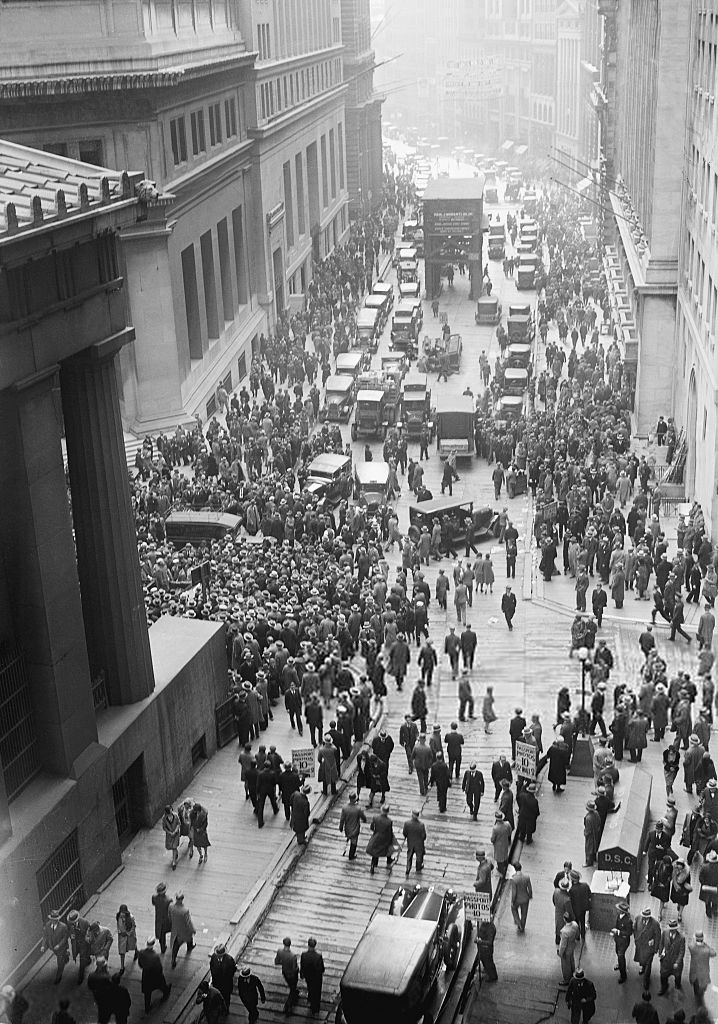
華爾街股市崩盤後聚集在紐約證券交易所外的人群。

1929年華爾街股市崩盤，並導致之後的經濟大蕭條。在大蕭條年代，絕大多數位於金融區的計畫都被迫延宕，世界貿易中心是少數在20世紀最後三季進行的主要計畫，結果卻是出人意料的非常成功。世界貿易中心事實上是政府投資的計畫，紐約與紐澤西港務局為了刺激下城經濟的發展而決定建造，國際交易所需的所有工具都已包含在這兩幢超高層複合大樓內。儘管如此，完工後初期大樓內大部分的空間都乏人問津。
但是，部份大型有影響力的廠商的確進駐世貿中心，更進一步吸引其他有影響力的企業買下中心裡的辦公室。有些觀點認為，世界貿易中心儼然取代了華爾街，成為金融區的核心。在九一一恐怖攻擊事件中，世貿中心被摧毀，讓1970年代開始興建複合大樓風潮，留下了斷層。九一一恐怖袭击造成的結果是企業紛紛離開華爾街，原本在紐澤西的臨時地點變成了長期的辦公室，或甚而將業務分散至其他如芝加哥、波士頓等城市。
不管是以什麼角度來看，華爾街本身和金融區確實是充斥著高樓大廈。失去了世貿中心反到讓金融區出現數十年來未曾見過的大規模開發，一部份是歸因於聯邦政府、州政府和地方政府希望刺激開發的稅賦獎勵。丹尼爾·李伯斯金（Daniel Libeskind）的紀念基金計畫中新的世界貿易中心複合大樓正如火如荼的進行，其中一幢大樓已經被替換。計畫的中心是541.32公尺（1,776英呎）高的自由塔。新的住宅大樓也已如雨後春筍般的出現，同樣受惠於稅賦獎勵，舊的辦公室大樓被整修成住宅。金融區也計畫更新交通系統，包括一個新的通勤車站和福頓街（Fulton Street）的運輸中心。
2011年9月17日，爆发了占领华尔街示威活动。

## 現況

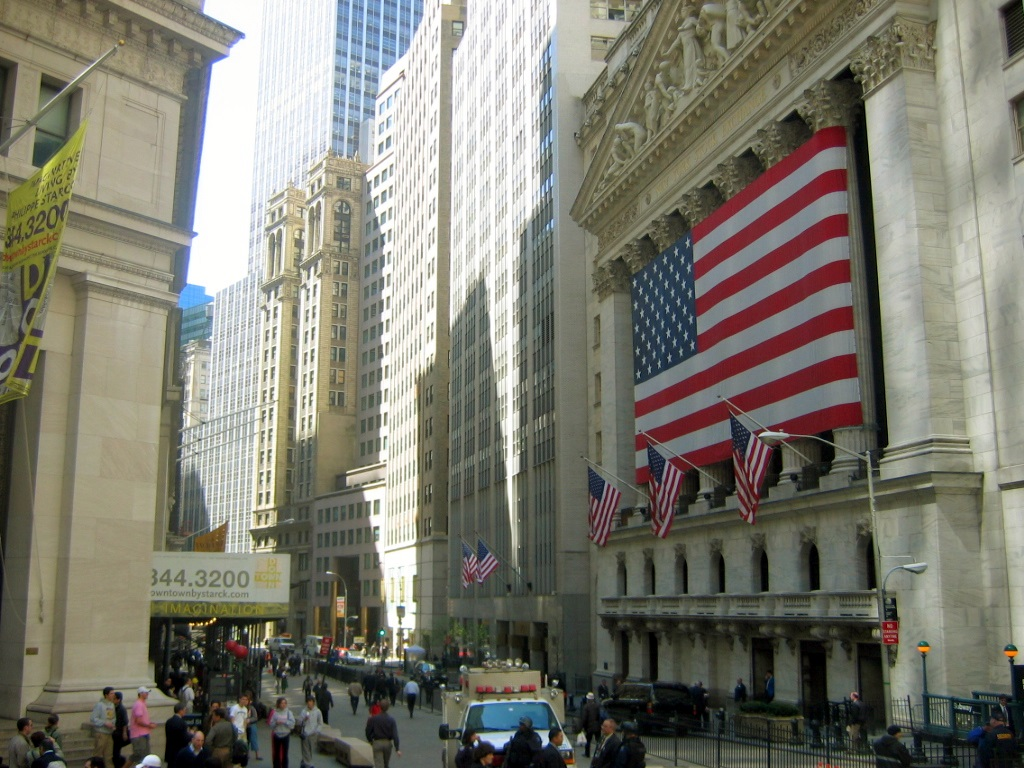
從華爾街望向紐約證券交易所和百老匯街。(2005年)

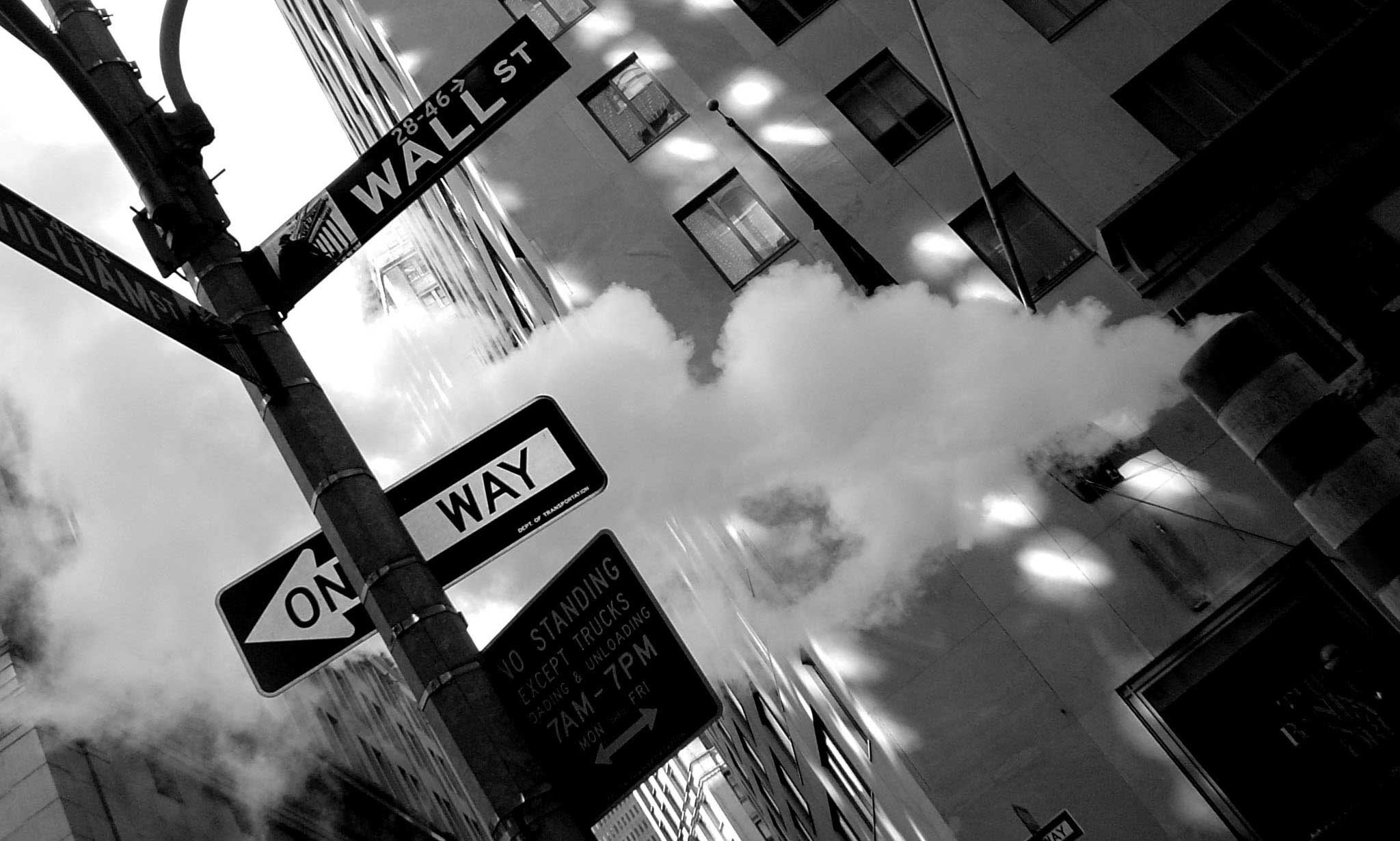
華爾街與威廉街口。

說一家股份有限公司是「華爾街公司」，並不是指該公司的辦公室在華爾街上，更有可能是在說他們主要從事金融服務業，其公司的總部有可能位於全球的任何一個地點。今天，華爾街的勞動力主要是在中型和大型企業工作的法律、財經專家。附近的商業區大多是符合這些專家口味的區域性公司和連鎖店，提供他們生活必需品。大部分在金融區工作的人每天從鄰近的長島、康乃狄克州、賓夕法尼亞州、紐澤西州和北哈德遜村等地通勤至此工作。
華爾街文化被一般大眾認為過於死板，數十年來華爾街的公司為了保護他們自身的利益造就了這些陳規，同時也導致白人盎格魯-撒克遜新教徒集團的出現。近年來對華爾街的批評主要集中在基本結構問題和拒絕改變確立已久的習慣。華爾街的公司反對政府的監督與管制。同時紐約市又以複雜的官僚制度聞名，讓中產階級企業家難以進入華爾街和鄰近區域的市場。
自美國聯邦準備理事會銀行系統建立以來，位於金融區的紐約聯邦儲備銀行就一直是美國貨幣政策執行的地點，不過制定政策的權利則是在華盛頓特區的聯邦儲備銀行的中央管理委員會。紐約是美國各州中唯一擁有自己聯邦儲備銀行的行政區，部份的原因可能是因為當時紐約龐大的人口。（在1960年代以前，紐約的人口數高居全美國之首，現在則排名第三，次於加利福尼亞州和德克薩斯州。）紐約聯邦儲備銀行的總裁是聯準會管理委員會中唯一的常任代表，傳統上擔任管理委員會的副主席一職。該銀行地下25公尺有一個用於儲藏黃金的地窖，規模世界第一，其儲藏量甚至大於諾克斯堡。

## 建築

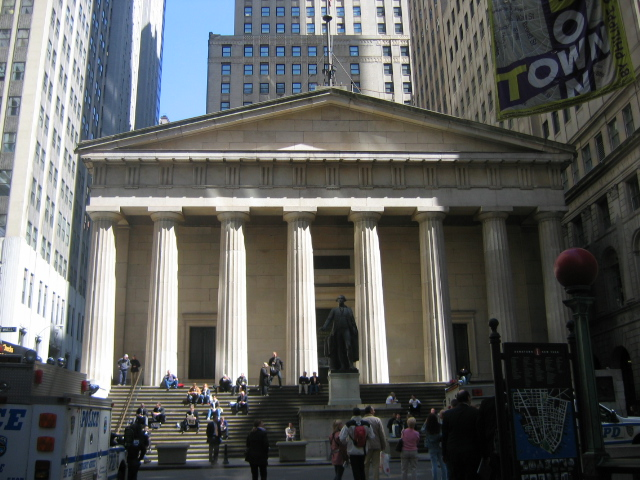
華爾街上的聯邦國家紀念堂。

華爾街上的建築風格多以鍍金年代為基礎，附近地區同時也受到裝飾藝術的影響。聯邦國家紀念堂和位於百老匯街口的紐約證券交易所是街上最著名的建築物。此外，阿图罗·迪·莫迪卡所雕塑的公牛可以說是華爾街的代表。1989年12月，莫迪卡將這尊代表牛市的雕塑作為公共藝術，放置在紐約證券交易所前方，後被移至華爾街附近的鲍林格林公园。
2017年婦女節前夕，一座約1.3米高的女孩雕像出現在華爾街銅牛面前。她腳下的牌匾寫着「了解女性的領導能力，SHE（她）能締造改變」。SHE 既指代表女性的「她」，也代表一隻同名的交易所買賣基金。贊助「無畏女孩」雕像的道富環球顧問公司（State Street Global Advisors）指出，雕像的用意在於喚起人們對全球領導層性別失衡問題的關注。「無畏女孩」在2017年底也獲頒全球性別影響力大獎 2017 最佳性別藝術設計。
- 華爾街1號：紐約銀行大樓（原歐文信託銀行大樓）
- 華爾街14號：美國信孚銀行大樓
- 百老匯街8號：紐約證券交易所大樓
- 華爾街23號：原摩根大通大樓，現改為公寓
- 华尔街26号：联邦国家纪念堂
- 華爾街37號：原美國信託公司，美國大通銀行，現改為出租住宅
- 華爾街40號：川普大樓，曼哈頓信託銀行
- 華爾街45號：原多倫多道明銀行，現改為住宅
- 華爾街48號：原紐約銀行總部，現改為美國金融博物館
- 华尔街55号：曾经是商业交易所，曾改建为华尔街丽晶酒店，现为豪华公寓
- 華爾街60號：德意志銀行大樓，摩根大通大樓
- 華爾街63號：原布朗兄弟哈里曼信託大樓，現改為住宅
- 華爾街111號：花旗銀行大樓

## 文化影響

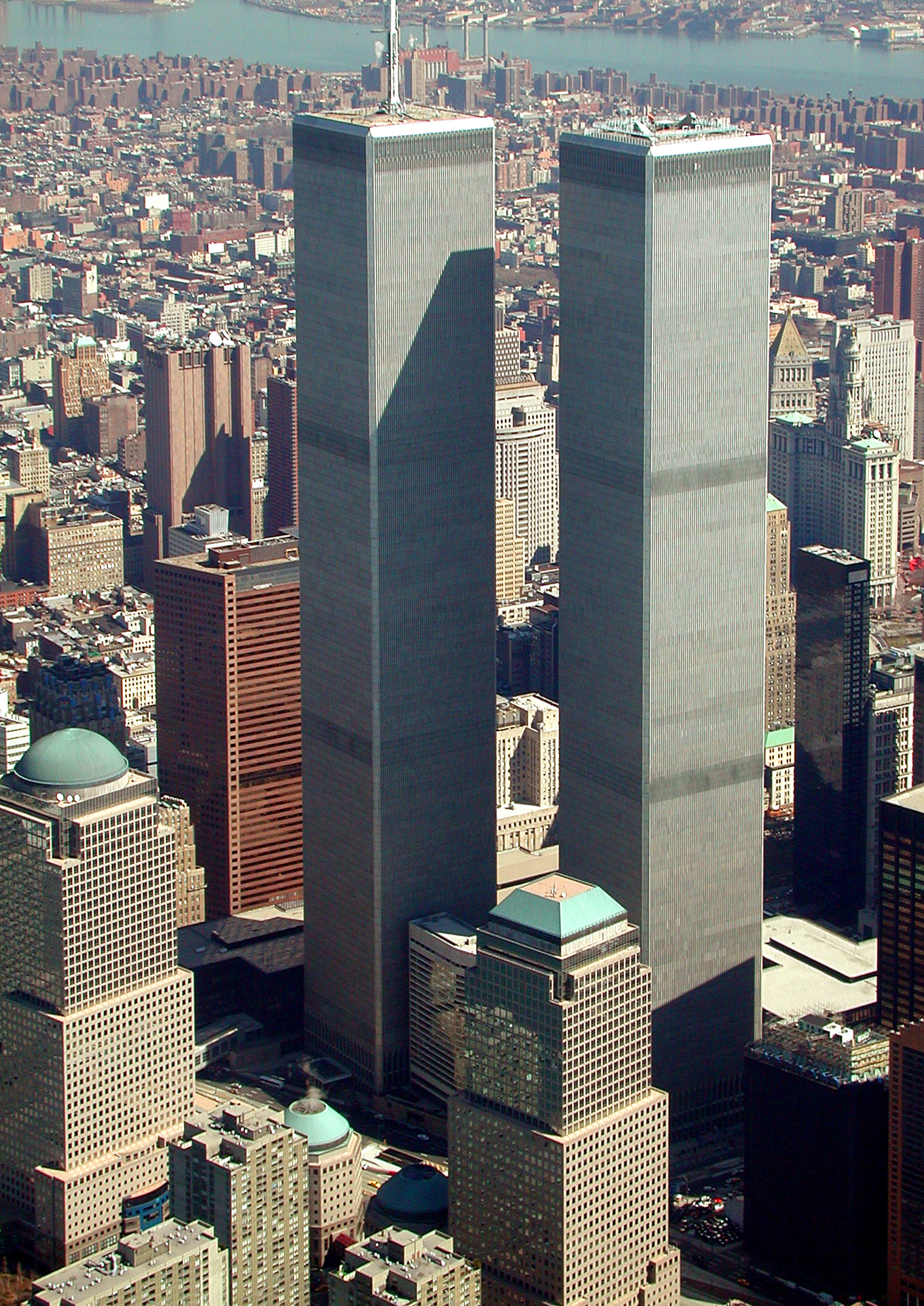
從空中鳥瞰世貿雙塔。(2001年3月)

### 華爾街和商業街
相較於商業街，華爾街通常指商業影響力大於中小型企業和中產階級的公司企業，有時特別用來代表分析師、持股人、和諸如投資銀行等金融機構。一般人對商業街的印象通常不外乎地區性的企業和銀行，另一方面華爾街則普遍作為私有、重視自身利益的「美國企業」的代名詞。有時華爾街會用以區別投資銀行和財富500強企業在影響力、文化和生活方式上與小企業之間的差異。

### 看法
舊式的摩天大樓通常有精美的外觀，但已有數十年這種精緻的美學不曾在現代企業的建築上見到。1970年代建造的世界貿易中心是現今重視實用性的摩天大樓的代表，其外表單調、簡單，世貿雙塔常被批評為長得像兩個高高的盒子。
華爾街比任何事物都更能代表金融和經濟力量。對美國人而言，有時華爾街等同精英主義、強權政治和割喉形態的資本主義，但同時華爾街也喚起美國人對市場經濟的驕傲。在美國人的心目中，華爾街是一個依靠貿易、資本主義和創新，而非殖民主義和掠奪成長的國家和經濟系統的象徵。

### 文學
- 赫爾曼·梅爾維爾的短篇小說《書記員巴特子比》的副標題是《一個華爾街的故事》，對一位好心又富有的律師有絕佳的描繪。
- 威廉·福克納的小說《聲音與憤怒》中的傑森·康普生將手中股票表現不佳的原因怪罪給猶太人，凸顯大眾對於華爾街的看法。

### 音樂
- 10cc在1970年代的流行歌曲《華爾街曳步舞》（Wall Street Shuffle）以華爾街為題材。

### 電影
- 1987年电影《華爾街》敘述企業的私下往來和內線交易，表現出一般大眾對華爾街的看法。[13]
- 2010年电影《华尔街2：金钱永不眠》则叙述华尔街如何引发次贷危机及投资银行间的相互斗争。
- 《星艦奇航記》中極度崇尚資本主義的外星種族佛瑞吉人會定期前往華爾街朝聖。
- 中恐怖份子賽門·格魯伯在華爾街製造爆炸，欲偷取儲藏在紐約聯邦準備銀行地窖中的金磚。
- 《酷斯拉[[[Wikipedia:格式手册/链接#章節|錨點失效]]]》中變種蜥蜴酷斯拉在踐踏摧毀福頓漁货市場後沿著華爾街行走。
- 2013年电影《華爾街之狼》敘述股票經紀人喬登貝爾福崛起而後因詐騙案入獄的真實經歷。

## 交通

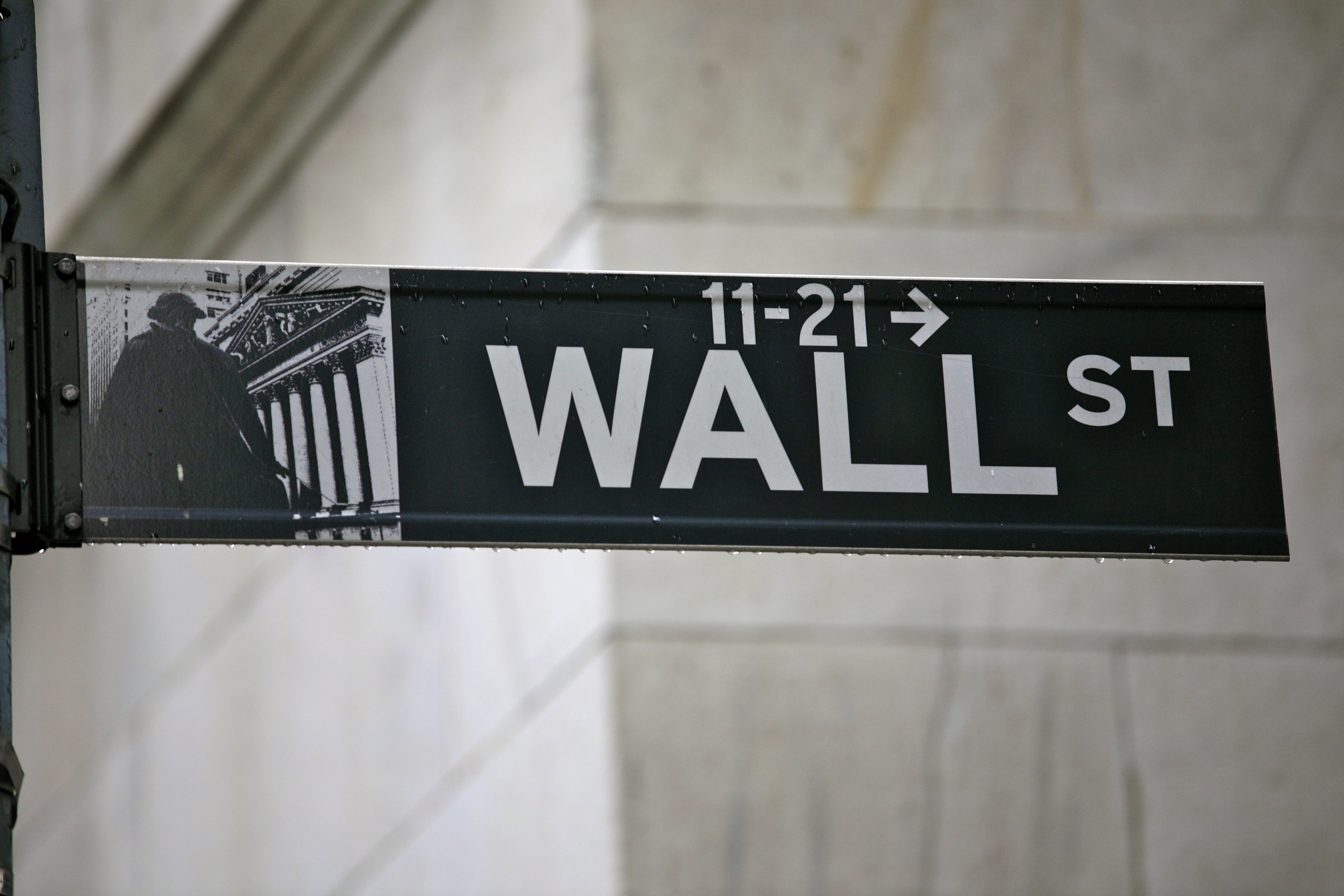
華爾街上的路標。

華爾街本身是一條東行的單行道。由於這裡是許多通勤者的終點，附近有許多大眾運輸設施，紐約地鐵在華爾街上設有三站：
- 華爾街與威廉街口（英语：William Street (Manhattan)）的華爾街站（IRT百老匯－第七大道線）
- 華爾街與百老匯大道口的華爾街站（IRT萊辛頓大道線）
- 百老街口的寬街站（BMT納蘇街線）（以出口連接至華爾街）

## 相似地點
- 英国倫敦的倫敦市
- 香港的中環[14][15]

## 参看
- 占领华尔街
- 朗伯德街

### 引用
1. ↑  Richard Florida. . The Atlantic Monthly Group. 2015-03-03  [2015-03-25]. （原始内容存档于2017-05-09）. Our new ranking puts the Big Apple firmly on top.
2. ↑  . Business Insider, Inc. 2011-07-31  [2015-10-28]. （原始内容存档于2015-10-16）. For instance, Shanghai, the largest Chinese city with the highest economic production, and a fast-growing global financial hub, is far from matching or surpassing New York, the largest city in the U.S. and the economic and financial super center of the world.
. Philippine Airlines.   [2015-03-25]. （原始内容存档于2015-11-13）.
3. ↑  John Glover. . Bloomberg L.P. 2014-11-12  [2015-03-25]. （原始内容存档于2015-01-12）.
4. ↑  . e-Eighteen.com Ltd. 2011-06-10  [2015-03-25]. （原始内容存档于2012-01-26）.
5. ↑   (PDF). Long Finance. 2015-03-23  [2015-03-25]. （原始内容 (PDF)存档于2015-04-14）.
6. 1 2  Dr. James Sullivan, The History of New York State, Book II, Chapter II, Part IV.
7. ↑  PBS Online. . 2004-10-21  [2006年8月20日]. （原始内容存档于2008-10-15） （英语）.
8. ↑  NYSE Group, Inc. . 2006年  [2006年8月19日]. （原始内容存档于2010年5月15日） （英语）.
9. ↑  Dow Jones & Company, Inc. . 2006年  [2006年8月19日]. （原始内容存档于2006年11月14日） （英语）.
10. ↑  Robert Fulford. . 2002年4月20日  [2006年8月19日]. （原始内容存档于2010年7月13日） （英语）.
11. ↑  . 端傳媒 Initium Media.   [2017-12-19]. （原始内容存档于2017-12-22） （中文（香港））.
12. ↑  . 女人迷 womany.net.   [2017-12-19]. （原始内容存档于2017-12-22） （中文（臺灣））.
13. ↑  IMDb. .   [2006年8月19日]. （原始内容存档于2010年7月22日） （英语）.
14. ↑  香港金融管理局 - 金融中心地位 （页面存档备份，存于），2011年10月5日查閱
15. ↑  基礎部份：香港作為國際金融中心 （页面存档备份，存于），香港教育城，2011年10月5日查閱

### 書目
- Atwood, Albert W. and Erickson, Erling A. "Morgan, John Pierpont, (Apr. 17, 1837 - Mar. 31, 1913)," in Dictionary of American Biography, Volume 7 (1934)
- Carosso, Vincent P. The Morgans: Private International Bankers, 1854-1913. Harvard U. Press, 1987. 888 pp. ISBN 978-0-674-58729-8
- Carosso, Vincent P. Investment Banking in America: A History Harvard University Press (1970)
- Chernow, Ron. The House of Morgan: An American Banking Dynasty and the Rise of Modern Finance, (2001) ISBN 0-8021-3829-2
- Fraser, Steve. Every Man a Speculator: A History of Wall Street in American Life HarperCollins (2005)
- Geisst; Charles R. Wall Street: A History from Its Beginnings to the Fall of Enron. Oxford University Press. 2004. online edition（页面存档备份，存于）
- John Moody; The Masters of Capital: A Chronicle of Wall Street Yale University Press, (1921) online edition
- Morris, Charles R. The Tycoons: How Andrew Carnegie, John D. Rockefeller, Jay Gould, and J. P. Morgan Invented the American Supereconomy (2005) ISBN 978-0-8050-8134-3
- Perkins, Edwin J. Wall Street to Main Street: Charles Merrill and Middle-class Investors (1999)
- Robert Sobel The Big Board: A History of the New York Stock Market (1962)
- Robert Sobel The Great Bull Market: Wall Street in the 1920's (1968)
- Robert Sobel Inside Wall Street: Continuity & Change in the Financial District (1977)
- Strouse, Jean. Morgan: American Financier. Random House, 1999. 796 pp. ISBN 978-0-679-46275-0

## 外部連結
40°42′23″N 74°00′34″W / 40.70639°N 74.00944°W